# James Atherton
James Atherton es un actor inglés, principalmente conocido por haber interpretado a Will Savage en la serie Hollyoaks.

## Biografía
En el 2011 comenzó a salir con la actriz inglesa Jorgie Porter, pero la relación terminó en marzo del 2014.

## Carrera
En el 2009 interpretó a Eddie Jones en la serie Doctors, también apareció en Casualty 1909 un spin-off de la serie Casualty.
En el 2010 apareció como invitado en un episodio de la serie Inspector George Gently. 
El 7 de abril de 2011 se unió al elenco de la exitosa serie británica Hollyoaks donde interpretó al peligroso Will Savage, hasta el 7 de noviembre de 2013 después de que su personaje finalmente fuera arrestado por sus crímenes. En el 2014 James regresó a la serie y su última aparición fue el 4 de febrero de 2015 después de que su personaje muriera luego de ser envenenado por el asesino conocido como "Gloved Hand".
El 14 de septiembre de 2015 se unió al elenco recurrente de la serie británica Coronation Street donde interpretó a Jamie Bowman, el exnovio de Steph Britton, hasta el 18 de enero de 2016 después de que su personaje fuera arrestado.

## Filmografía

### Series de televisión
| Año                      | Título                  | Personaje      | Notas                           |
| ------------------------ | ----------------------- | -------------- | ------------------------------- |
| 2017                     | Midsomer Murders        | Jensen Marsh   | episodio "Crime and Punishment" |
| 2015 - 2016              | Coronation Street       | Jamie Bowman   | 20 episodios                    |
| 2015                     | Casualty                | Luke Krieger   | episodio "Objectum Sexual"      |
| 2011 - 2013, 2014 - 2015 | Hollyoaks               | Will Savage    | 245 episodios                   |
| 2011                     | Hollyoaks Later         | Will Savage    | episodio #4.5                   |
| 2010                     | Inspector George Gently | David Swift    | episodio "Peace & Love"         |
| 2009                     | Doctors                 | Eddie Jones    | episodio "Blind Faith"          |
| 2009                     | Casualty 1909           | Alfred Bennett | episodio # 1.5                  |

### Películas
| Año  | Título             | Personaje    | Notas                                   |
| ---- | ------------------ | ------------ | --------------------------------------- |
| 2010 | Joe Maddison's War | Tommy Cowell | junto a Robson Green y Derek Jacobi     |
| 2010 | Jacob              | Hart         | junto a Candida Benson y Jamie Hutchins |